# Aritzo
Aritzo ist ein Ort in der Provinz Nuoro in der italienischen Region Sardinien mit 1217 Einwohnern (Stand 31. Dezember 2023).

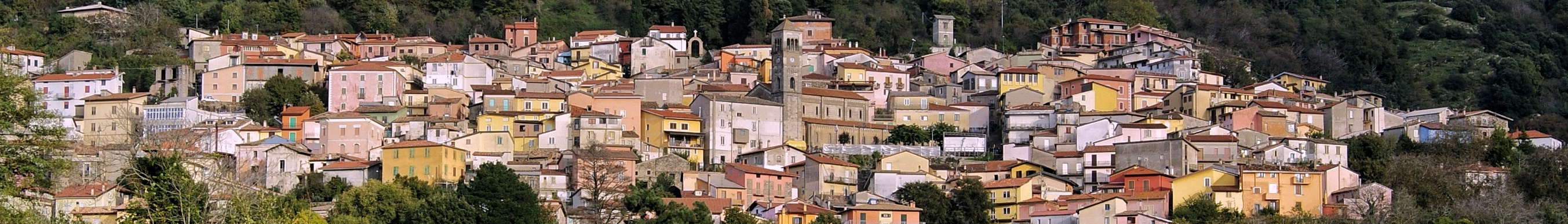
Aritzo

Aritzo liegt 66 km südwestlich von Nuoro. Aritzo besitzt einen Bahnhof an der schmalspurigen Bahnstrecke Isili–Sorgono, der in den Sommermonaten vom Trenino Verde bedient wird.

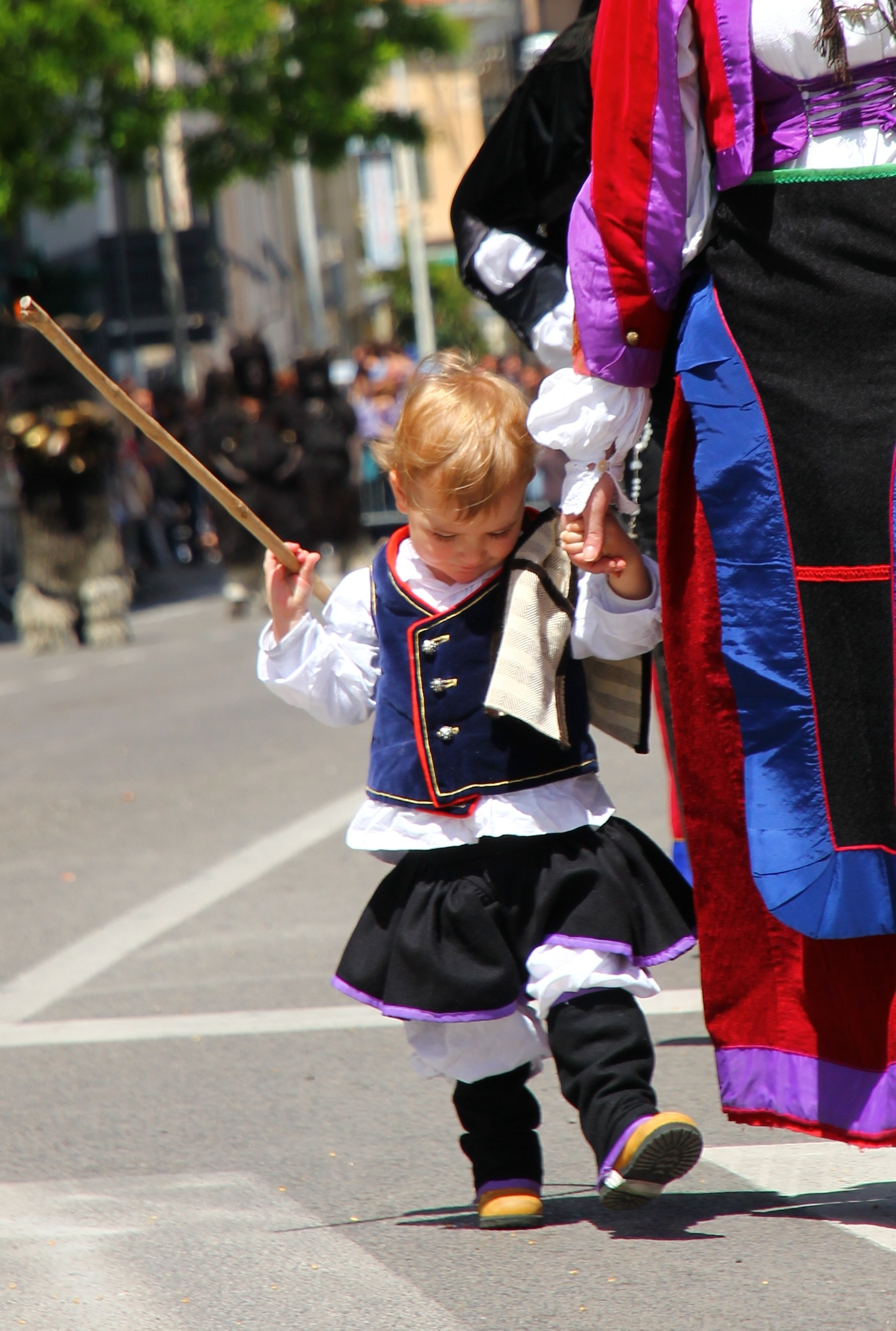
Traditionelle Tracht

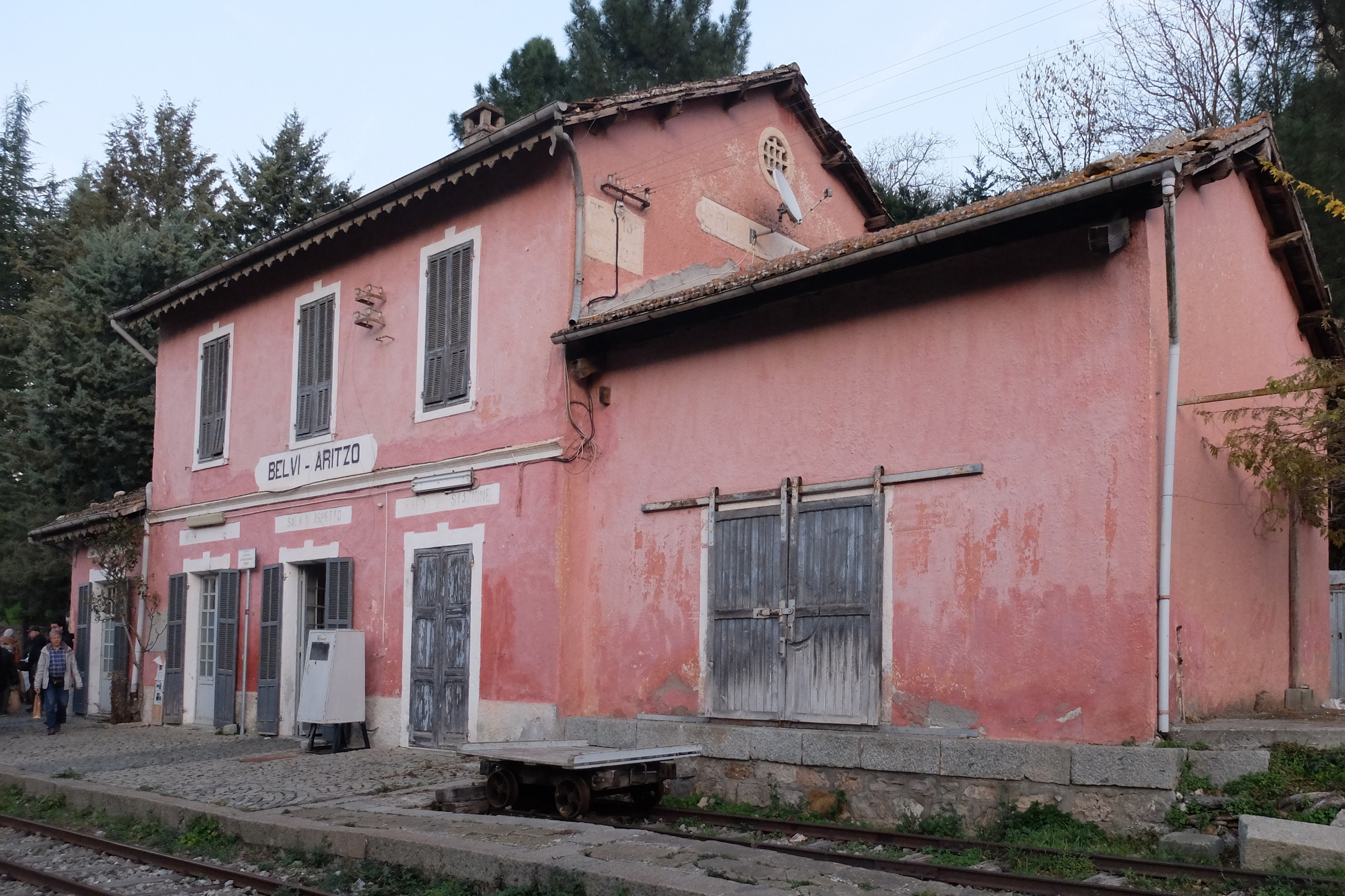
Bahnhof Belvi-Aritzo

Die Nachbargemeinden sind: Arzana (OG), Belvì, Desulo, Gadoni, Laconi (OR), Meana Sardo, Seulo (CA).